# Fuente García

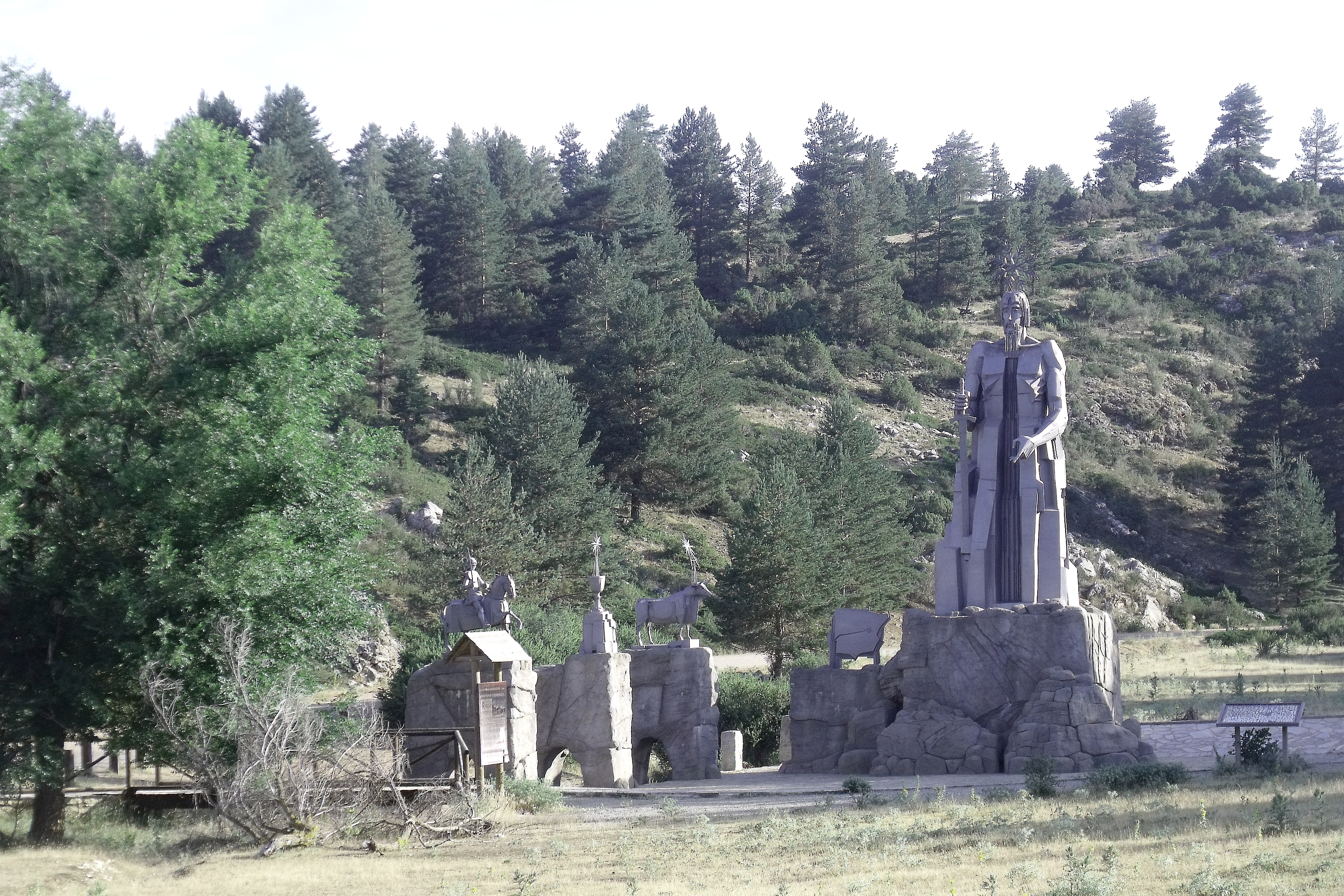
Monumento al Nacimiento del Río Tajo.

La Fuente García es la fuente donde nace el río Tajo. Se encuentra a 1575 m sobre el nivel del mar. Alrededor de la fuente hay varios monumentos dedicados a las localidades por donde discurre el río, dentro de un valle de uso ganadero se encuentra la Fuente García, nacimiento real del Tajo.